# Donnelsville
Donnelsville är en ort (village) i Clark County i Ohio. Vid 2020 års folkräkning hade Donnelsville 255 invånare.